# Alpha (rete televisiva)
Alpha è stata una rete televisiva italiana di proprietà del gruppo De Agostini.

## Storia
Il canale aveva iniziato le trasmissioni il 1º ottobre 2017 alle 6:00 con il programma Pazzi per la pesca - La sfida, al canale 59 del digitale terrestre sostituendo Split TV.
Lo speaker ufficiale della rete era il doppiatore Alessandro Maria D'Errico.
La raccolta pubblicitaria del canale, inizialmente affidata a Viacom International Media Networks Pubblicità & Brand Solutions, da ottobre 2018 era affidata a Sky Media.
Dal 6 novembre 2018 al 4 novembre 2019 è stato disponibile anche al canale 415 della piattaforma Sky Italia.
Il 21 dicembre 2019 il canale ha cessato le proprie trasmissioni, venendo sostituito da Motor Trend; ciò nonostante i propri contenuti continuano ad essere distribuiti tramite il canale ufficiale su YouTube e le altre pagine social fino a luglio 2020.

## Palinsesto
Alpha aveva una programmazione costituita da programmi factual che trattano di motori, disastri, natura, crimini, lifestyle, sport e storia per un pubblico maschile.

### Programmi televisivi
- 1000 modi per spaccarsi
- Affari ruspanti
- Airport Security Colombia
- Barbarians - Roma sotto attacco
- Café racer
- Costruzione di un impero
- Countdown to Apocalypse
- Dubai: il mega aeroporto
- Fatti a fette
- Ghepardi - Veloci a tutti i costi
- Gli eroi del ghiaccio
- La Terra dopo l'uomo
- Le città segrete
- Life below zero
- Marte
- Mr. Dinamite
- Nati per uccidere
- Nella tana dei coccodrilli
- Pazzi per il legno
- Pazzi per la pesca
- Per un pugno di giada
- The fishing beauty
- The great human race
- Top Gear: Speciale Africa
- Top Gear: Speciale Italia
- Wild Australia

### Produzioni originali
- Campi di Battaglia
- Clan Maddaloni
- Officina 59
- Set Up Girl

## Ascolti

### Share 24h di Alpha
Dati Auditel relativi al giorno medio mensile sul target individui 4+.
| Anno | Gen   | Feb   | Mar   | Apr   | Mag   | Giu   | Lug   | Ago   | Set   | Ott   | Nov   | Dic   | Media anno |
| ---- | ----- | ----- | ----- | ----- | ----- | ----- | ----- | ----- | ----- | ----- | ----- | ----- | ---------- |
| 2017 | -     | -     | -     | -     | -     | -     | -     | -     | -     | n.r.  | n.r.  | n.r.  | n.r.       |
| 2018 | n.r.  | n.r.  | 0,19% | 0,20% | 0,19% | 0,20% | 0,22% | 0,24% | 0,20% | 0,23% | 0,24% | 0,27% | 0,22%      |
| 2019 | 0,24% | 0,22% | 0,24% | 0,25% | 0,24% | 0,26% | 0,31% | 0,34% | 0,24% | 0,26% | 0,25% | 0,20% | 0,25%      |